# Maseno
Maseno est le chef lieu du district de Kisumu Rural dans le comté de Kisumu au Kenya située sur l'équateur et connue pour héberger l'université de Maseno (Maseno University). La population est, essentiellement, constituée de Luo et de Luhya.

## Toponymie
Le nom est dérivé d'un arbre que les villageois appelaient oseno et sous lequel ils discutaient des affaires locales.

## Gentilé
Que ce soit en français, en anglais ou en swahili, il n'y a pas de gentilé précis quant à l'appellation des habitants. La langue française parle d'« habitant de Maseno », la langue anglaise de « Maseno resident » et la langue swahili de « wakaaji wa Maseno ». Cependant, les Luos sont beaucoup plus précis. Ceux qui sont nés à Maseno sont identifiés comme wuod Maseno (« fils de Maseno ») et nya Maseno (« fille de Maseno ») même s'ils n'habitent pas la ville. Les habitants sont reconnus comme ja Maseno (« homme de Maseno »). L'épouse d'un homme né à Maseno sera appelée chi Maseno.

## Climat
Selon la classification de Köppen, le climat de Maseno est de type Aw.
- Températures : les moyennes les plus basses se situent entre 17 et 19 °C et les plus élevées entre 27 et 29 °C. Les minimums nocturnes enregistrés surviennent en août et septembre avec de températures de l'ordre de 12 °C. Les maximums diurnes peuvent monter jusqu'à 37 °C entre décembre et avril.
- Pluviométrie : la saison des pluies est située entre mars et mai avec un maximum de précipitations mensuelle d'environ 200 mm en avril. Une petite saison pluvieuse survient en novembre et décembre avec une moyenne de 100 mm et un maximum de 140 mm. Cette mini saison pluvieuse est suivie, en janvier, du mois le plus sec avec des précipitations moyennes de 48 mm et maximales de 79 mm.

Notes et références,

## Situation géographique
Maseno est situé au pied des collines de Kavirondo Hills et sur l'équateur. Ce dernier traverse le Campus College de l'université. Le monument érigé par le Lions Clubs de Kisumu sur la ligne équinoxiale se situe sur la route n° B1 de Kisumu à Busia.
Les coordonnées cartographiques du centre-ville sont : 0° 00′ 24″ S, 34° 35′ 55″ E
- Localisation sur WikiMapia

## Transport
Grâce à la présence des campus universitaires, la petite ville, située sur la route nationale n° B1 (Kisumu-Busia), est très bien desservie par des lignes d'autocars inter-urbains ainsi que par les matatu. Des autocars scolaires circulent, également, entre l'université et Kisumu éloigné de 25 km. Bien que sur la ligne de chemin de fer, entre Kisumu et Butere, il n'y a pas d'arrêt pour voyageurs à Maseno.

## Structure urbaine

### Population
La population des résidents urbains, comptabilisée au dernier recensement officiel de 1999 à 2 199 âmes est partagée entre les Luo et les Luhya. Cependant, pendant l'année académique, cette population augmente d'environ 150 % et est, alors, ethniquement beaucoup plus diversifiée car la réputation des écoles attirent des étudiants de tout le pays.

### Activités
Avec deux de ses trois campus dans la ville, l'université de Maseno est le plus grand contributeur dans l'économie de la ville. Ceci se produit de deux manières principales : elle emploie la majeure partie de son personnel parmi les résidents de l'agglomération et les étudiants dépensent la plupart de leurs allocations en nourriture, divertissements et autres services de base comme la coiffure et leur loyer dans la cité.

#### Commerce
L'activité commerciale est uniquement concentrée dans le centre-ville, c'est-à-dire juste en face de la grille d'entrée du Collège Campus de l'université, et déploie toute la palette des petits commerces de distribution, de maintenance et de service existants.

#### Agriculture
- Horticulture : Principalement la banane, la patate douce, la tomate, l'oignon et le tournesol.
- Culture maraichère : Beaucoup d'habitants du village et des environs cultivent leur propre terrain, principalement pour leur consommation personnelle mais aussi pour la vente directe sur les marchés de Maseno ou de Luanda. Les cultures prédominantes sont le maïs blanc pour la confection de l'ugali; le chou blanc ou le chou frisé et la tomate.
- Élevage : Nombre d'habitants possèdent quelques vaches et des poules. Une partie de leur production laitière est transportée vers les petites laiteries artisanales mais la production est largement en déficit par rapport à la demande locale.

### Établissements scolaires et hospitaliers

#### Écoles
Outre l'université, Maseno accueille d'autres écoles comme :
- la Maseno School fondée en 1906 par le révérend anglican John Jamieson Willis est la 2e plus ancienne école du Kenya centrée sur les enfants africains. Elle a aussi la particularité de dispenser des cours de technique de l'aviation qui attirent des étudiants de tout le pays ;
- l'école d'infirmerie Maseno Mission Hospital School of Nursing fondée en 1935 ;
- l'école secondaire Alliance Hight School ;
- l'école secondaire Catholic Maseno School ;
- une école primaire pour filles : la Maseno Girls Primary School ;
- une école primaire mixte : la Maseno Mixed Primary School.

#### Établissement de soins
- Le Maseno Mission Hospital, auparavant appelé Maseno Church Missionary Society Hospital, fondé en 1930. L'hôpital est d'équipé d'un système d'imagerie par rayon X et d'un laboratoire médical. 
Il dispose également d'une clinique mobile ainsi que d'une équipe de médecins et d'infirmier(e)s qui - sur une base de volontariat - promulguent, à domicile, des soins gratuits aux orphelins du Diocèse de Maseno.

## Politique et administration
- Parti au pouvoir : Orange Democratic Movement (ODM)
- Représentant au Parlement national (MP) pour la circonscription électorale de Kisumu Rural : Monsieur Nyong'o, Peter Anyang' depuis 2008 - parti : ODM

## Personnalités liées à Maseno

### Naissance
- Pamela Arwa Mboya (1939 à Maseno)-(26 janvier 2009 en Afrique du Sud), épouse de Thomas Odhiambo Mboya, elle devint, après l'assassinat de son mari, un membre de la Kenya Women's Political Caucus et une déléguée permanente de l'ONU pour les « Etablissements Humains » . Elle est inhumée dans la propriété familiale de Lambwe au Nord-Est du parc national de Ruma[4] ;
- Raila Amolo Odinga (7 janvier 1945 à Maseno), fils de Jaramogi Oginga Odinga, guide de l'opposition politique durant les élections présidentielles de décembre 2007 et ancien Premier ministre du Kenya.

Tous deux sont nés au Maseno Mission Hospital.

### Autres liens
- Ramogi Achieng' Oneko (1920 à Tieng'a)-(2007 à Kunya), héros de l'indépendance du Kenya
  - études à la Maseno School ;
- Barack Obama Senior (1936 à Kanyadhiang’-Karachuonyo)-(24 novembre 1982 à Nairobi) économiste au ministère des finances kényan, il est enterré à Nyang’oma Kogelo. Il est le père de Barack Hussein Obama (1961) le 44e président des États-Unis d'Amérique
  - études à la Maseno School ;
- Bethwell Allan Ogot (3 aout 1929 à Gem), historien et, actuellement, chancelier à la Moi University
  - professeur d'histoire à la Maseno University ;
- Grace Ogot (15 mai 1930 à Asembo), première femme écrivain kényane de renommée internationale et épouse de Bethwell Allan Ogot
  - sage-femme à l'hôpital de Maseno ;
- Jaramogi Oginga Odinga (± octobre 1911 à Bondo)-(20 janvier 1994), le premier Vice-Président du Kenya, inhumé dans un mausolée à Bondo (Kenya)
  - études à la Maseno School ;
- Okoth Ogendo (1944 à Gem-Rae)-(24 avril 2009 à Addis-Abeba) Avocat et Professeur d'université
  - études secondaires à l'Alliance Hight School de Maseno ;
- Thomas Risley Odhiambo (1931 à Mombasa)-(2003 à Nairobi) Professeur d'entomologie
  - études secondaires à la Catholic Maseno school.